# 葛条港乡
葛条港乡，是中华人民共和国河北省秦皇岛市昌黎县下辖的一个乡镇级行政单位。行政区域面积41.7平方千米，截至2018年末，葛条港乡户籍人口为21711人。

## 行政区划
葛条港乡下辖以下地区：
葛条港村、葛条岗村、张官庄村、歇马台村、尹官营村、解官营村、董家营村、石桥营村、西沙河村、东沙河村、草场庄村、罗家营村、佟庄子村和康官营村。